# Dicranomyia (Dicranomyia) humerosa
Dicranomyia (Dicranomyia) humerosa is een tweevleugelige uit de familie steltmuggen (Limoniidae). De soort komt voor in het Neotropisch gebied.